# Tanja Vujinović
Tanja (Tatjana) Vujinović Kušej, slovenska vizualna umetnica, videastka, intermedijska umetnica in zvočna umetnica, * 1973, Loznica

## Delo
Tanja Vujinović v svojih delih, kjer raziskuje fenomene antropomorfizacije, naključnosti, hrupa in ambivalence v odnosu do novih tehnologij, uporablja generativne digitalne tehnike, po meri narejeno elektroniko, vizualizacijo in ozvočevanje podatkov ter risbo. Njena dela sestavljajo digitalne knjižnice recikliranih zvočnih delcev, antropomorfne oblike in njihovi trajektoriji. Živi in dela v Ljubljani. Leta 1999 je diplomirala na Akademiji za likovno umetnost v Beogradu in bila gostujoča študentka na Akademiji za umetnost v Düsseldorfu. Zaključila tudi je podiplomski študij Filozofije in teorije kulture na Fakulteti za humanistične študije v Kopru (2010). Je avtorica številnih instalacij, videov in zvočnih del ter umetniških akcij na javnih površinah.
Od leta 1997 so bila njena avdio-vizualna dela, digitalni natiski in instalacije razstavljena v številnih galerijah in muzejih, kot na primer v Muzeju moderne in sodobne umetnosti v Strasbourgu, Muzeju Kunst Palast v Düsseldorfu, Muzeju sodobne umetnosti v Denverju, ... na festivalih kot so ISEA2009, Ars Electronica Linz, Umetniški sejem Kinetica Art Fair v Londonu, ... 
Njen štirikanalni video Univerzalni Objekti: Eksplozije je bil predstavljen tudi na pregledni razstavi Krize in novi začetki, umetnost v Sloveniji 2005-2015 po izboru Ide Hiršenfelder.